# Michele Ortino
Michele Ortino (Catania, 1º gennaio 1914 – Firenze, 31 marzo 1978) è stato un pittore italiano.

## Biografia

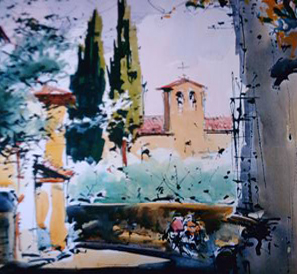
Michele Ortino, Veduta di via San Leonardo a Firenze

Dopo un breve apprendistato presso un pittore itinerante argentino, inizia a lavorare nei primi anni Trenta per la ditta Barabino e Graeve allora molto nota nel campo della cartellonistica pubblicitaria. Alcune delle opere realizzate in quel periodo sono presenti nella Collezione Salce presso i Musei civici di Treviso e nell'Archivio storico della pubblicità a Genova.
Dopo una breve esperienza nel campo del fumetto presso la casa editrice Nerbini di Firenze, dal 1941 si dedica esclusivamente alla pittura diventando noto per i suoi acquarelli realizzati soprattutto in grandi dimensioni, ma anche per i ritratti e le pale d'altare eseguite su commissione di alcune istituzioni religiose. Michele Ortino ha sempre prediletto lo stile figurativo e, pur non rifacendosi ad alcuna corrente pittorica in particolare, ha sempre ammirato l’opera ad acquarello di Aldo Raimondi.